# Бакабал

Бакабал на карте штата.

Бакабал (порт. Bacabal) — муниципалитет в Бразилии, входит в штат Мараньян. Составная часть мезорегиона Центр штата Мараньян. Входит в экономико-статистический микрорегион Медиу-Меарин. Население составляет 100 014 человек на 2010 год. Занимает площадь 1683,074 км². Плотность населения — 59,42 чел./км².

## Демография
Согласно сведениям, собранным в ходе переписи 2010 г. Национальным институтом географии и статистики (IBGE), население муниципалитета составляет:
| Полное население                               | Полное население                               | Полное население                               | Полное население                               | 100 014 |
| ---------------------------------------------- | ---------------------------------------------- | ---------------------------------------------- | ---------------------------------------------- | ------- |
| в том числе:                                   | Городское население                            | 77 860                                         | Процент городского населения, %                | 77,85   |
|                                                | Сельское население                             | 22 154                                         | Процент сельского населения, %                 | 22,15   |
|                                                | Мужское население                              | 47 757                                         | Процент мужского населения, %                  | 47,75   |
|                                                | Женское население                              | 52 257                                         | Процент женского населения, %                  | 52,25   |
| Плотность населения, чел/км²                   | Плотность населения, чел/км²                   | Плотность населения, чел/км²                   | Плотность населения, чел/км²                   | 59,42   |
| Население муниципалитета в % к населению штата | Население муниципалитета в % к населению штата | Население муниципалитета в % к населению штата | Население муниципалитета в % к населению штата | 1,52    |

По данным оценки 2016 года, население муниципалитета составляет 102 656 жителей.

## История
Город основан 17 апреля 1920 года. 

## Статистика
- Валовой внутренний продукт на 2003 год составляет 140 484 693,00 реалов (данные: Бразильский институт географии и статистики).
- Валовой внутренний продукт на душу населения на 2003 год составляет 1485,64 реалов (данные: Бразильский институт географии и статистики).
- Индекс развития человеческого потенциала на 2000 год составляет 0,623 (данные: Программа развития ООН).

## География
Климат местности: тропический.